# Death's Design
Albums de Diabolical Masquerade
Nightwork
(1998)
Death's Design est le quatrième et ultime album studio du groupe de Black metal suédois
su Diabolical Masquerade. L'album est sorti en 2001 sous le label Avantgarde Music.
Cet album possède une structure assez originale, il est divisé en vingt mouvements de durées variées; le mouvement le plus court dure en effet seulement six secondes. Ces mouvements sont eux-mêmes divisés en plusieurs titres, la plupart très courts.
Cet album est assez avant-gardiste par rapport au reste de la discographie de Diabolical Masquerade. En effet, le genre varie d'un mouvement à l'autre, les influences de divers genres de Metal sont variés au cours de l'album.

## Musiciens
- Blakkheim - chant, guitares, effets
- Ingmar Döhn - basse
- Sean C. Bates - batterie

### Musiciens de session
- AAG - guitare solo
- Patrik Sesfors guitare jazz
- Artieer Garsnek - violon
- Jaak Gunst - violon
- Heiki Schmolski - violon
- Elmo Meltz - alto
- Konstantin Uweholst - cello
- Jaari fleger - piano
- Dan Swanö - claviers, solo de guitare sur le titre Keeping Faith

## Liste des morceaux
| No  | Titre                                            | Durée |
| --- | ------------------------------------------------ | ----- |
| 1.  | 1er mouvement :                                  |       |
|     | - Nerves in Rush                                 | 00:06 |
|     | - Death Ascends - The Hunt (Part I)              | 02:16 |
|     | - You Can't Hide Forever                         | 00:24 |
|     | - Right on Time for Murder - The Hunt (Part II)  | 01:31 |
| 2.  | 2e mouvement :                                   |       |
|     | - Conscious in no Materia                        | 00:40 |
|     | - A Different Plane                              | 00:21 |
|     | - Invisible to Us                                | 00:41 |
|     | - The One Who Hides a Face Inside                | 01:09 |
| 3.  | 3e mouvement :                                   |       |
|     | - ... And Don't Ever Listen to What it Says      | 00:57 |
|     | - Revelation of the Puzzle                       | 00:57 |
|     | - Human Prophecy                                 | 00:20 |
|     | - Where the Suffering Leads                      | 00:19 |
| 4.  | 4e mouvement :                                   |       |
|     | - The Remains of Galactic Expulsions             | 00:12 |
|     | - With Panic in the Heart                        | 00:22 |
|     | - Out from the Dark                              | 00:46 |
|     | - Still Coming at You                            | 00:29 |
|     | - Out from a Deeper Dark                         | 00:28 |
| 5.  | 5e mouvement :                                   |       |
|     | - Spinning Back the Clocks                       | 01:42 |
| 6.  | 6e mouvement :                                   |       |
|     | - Soaring Over Dead Rooms                        | 02:19 |
| 7.  | 7e mouvement :                                   |       |
|     | - The Enemy is the Earth                         | 00:35 |
|     | - Recall                                         | 00:14 |
|     | - All Exits Blocked                              | 00:35 |
|     | - The Memory is Weak                             | 00:11 |
|     | - Struck at Random / Outermost Fear              | 00:20 |
|     | - Sparks of Childhood Coming Back                | 00:27 |
| 8.  | 8e mouvement :                                   |       |
|     | - Old People's Voodoo Seance                     | 01:25 |
|     | - Mary-Lee Goes Crazy                            | 00:32 |
|     | - Something Has Arrived                          | 00:15 |
|     | - Possession of the Voodoo Party                 | 00:46 |
| 9.  | 9e mouvement :                                   |       |
|     | - Not of Flesh, Not of Blood                     | 00:50 |
|     | - Intact with a Human Psyche                     | 01:02 |
|     | - Keeping Faith                                  | 01:07 |
| 10. | 10e mouvement :                                  |       |
|     | - Someone Knows What Scares You                  | 00:30 |
|     | - A Bad Case of Nerves                           | 00:50 |
|     | - The Inverted Dream / No Sleep in Peace         | 00:16 |
|     | - Information                                    | 00:17 |
|     | - Setting the Course                             | 00:52 |
| 11. | 11e mouvement :                                  |       |
|     | - Ghost Inhabitants                              | 00:50 |
|     | - Fleeing from Town                              | 01:02 |
|     | - Overlooked Parts                               | 00:50 |
| 12. | 12e mouvement :                                  |       |
|     | - A New Spark - Victory Theme (Part I)           | 00:49 |
|     | - Hope - Victory Theme (Part II)                 | 01:01 |
|     | - Family Portraits - Victory Theme (Part III)    | 00:36 |
| 13. | 13e mouvement :                                  |       |
|     | - Smokes Start to Churn                          | 00:08 |
|     | - Hesitant Behaviour                             | 01:35 |
|     | - A Hurricane of Rotten Air                      | 00:19 |
| 14. | 14e mouvement :                                  |       |
|     | - Mastering the Clock                            | 00:55 |
| 15. | 15e mouvement :                                  |       |
|     | - They Come, You Go                              | 02:11 |
| 16. | 16e mouvement :                                  |       |
|     | - Haared El Chamon                               | 00:20 |
|     | - The Egyptian Resort                            | 00:35 |
|     | - The Pyramid                                    | 00:24 |
|     | - Frenzy Moods and Other Oddities                | 01:10 |
| 17. | 17e mouvement :                                  |       |
|     | - Still Part of the Design - The Hunt (Part III) | 00:18 |
|     | - Definite Departure                             | 00:37 |
| 18. | 18e mouvement :                                  |       |
|     | - Returning to Haared El Chamon                  | 00:45 |
|     | - Life Eater                                     | 00:32 |
|     | - The Pulze                                      | 00:27 |
|     | - The Defiled Feeds                              | 00:36 |
| 19. | 19e mouvement :                                  |       |
|     | - The River in Space                             | 00:56 |
|     | - A Soulflight Back to Life                      | 01:18 |
| 20. | 20e mouvement :                                  |       |
|     | - Instant Rebirth - Alternate Ending             | 00:06 |